# Ахмедов, Абдулла Рамазанович
Абдулла (Абдул) Рамазанович Ахмедов (15 сентября 1929, с. Хурукра, Лакский округ, Дагестанская АССР — 1 февраля 2007, Москва) — советский, туркменский и российский архитектор. Народный архитектор СССР (1984). Лауреат Государственной премии СССР (1976).

## Биография
Родился в ауле Хурукра Лакского округа Дагестанской АССР. Сын ювелира, часового мастера.
В 1953 году окончил отделение архитектуры Азербайджанского политехнического института в Баку (ныне Азербайджанский государственный университет нефти и промышленности). Учился у В. С. Саркисова и М. А. Усейнова.
В 1953—1961 годах работал в различных проектных институтах Ашхабада (в том числе и в институте «Туркменгоспроект») (Туркменская ССР). В 1961—1987 годах — главный архитектор Ашхабада. Председатель Союза архитекторов Туркменской ССР (1987).
С 1988 года работал в Москве: главный архитектор проектного института «Гипротеатр», в 1989—1992 годах секретарь правления Союза архитекторов СССР, затем главный учёный секретарь Московского отделения Международной академии архитектуры, в 1994—2007 — архитектор, главный архитектор мастерской № 20 управления «Моспроект-2».
Действительный член Академии художеств СССР (1988). Академик Российской Академии архитектуры и строительных наук (РААСН) (1994).
Скончался 1 февраля 2007 в Москве. Похоронен на Троекуровском кладбище.

### Семья
- Жена — Маргарита Энверовна Ахмедова, музыковед, кандидат искусствоведения
- Сын — Бадави, архитектор
- Внуки — Роман, юрист, работает в Военно-строительном комплексе Минобороны России; Лика, ученица средней школы.

## Награды и звания
- Народный архитектор СССР (1984)
- Государственная премия СССР (1976) — за архитектуру здания Государственной республиканской библиотеки Туркменской ССР им. К. Маркса в Ашхабаде (1969—1974)
- Орден Дружбы — награжден указом В. В. Путина от 31 марта 2005 г.

## Работы
В Туркмении:
- здания водолечебницы в Арчмане (1954);
- здание треста «Ашхабадстрой» в Ашхабаде (1956);
- проект триумфальной арки-въезда на советско-иранской границе (1956—1957);
- здание управления «Каракумстрой» в Ашхабаде (1964—1967, совместно с архитектором Ф. Р. Алиевым);
- гостиница «Ашхабад» в Ашхабаде (1967, совместно с архитектором Б. Д. Шпаком);
- Государственная республиканская библиотека Туркменской ССР им. К. Маркса в Ашхабаде (1969-74, совместно с архитекторами Б. Д. Шпаком, Г. В. Меендорфом, скульпторы В. С. Лемпорт, Н. А. Силис, Т. А. Соколова, Л. Л. Кремнева).

В Москве
- Проект офисного здания в Никитском переулке (в соавторстве с А. И. Чернявским) (1995);
- Гостевой дом в Пречистенском переулке (в соавторстве с В. С. Волокитиным) (1997)
- Административное здание на ул. Новослободской, 41 (1997);
- Жилой комплекс «Камелот» на Комсомольском проспекте (в соавторстве с Ф. Р. Алиевым, А. Лемпертом и др.) (2004)

В Дагестане
- Здание Национальной библиотеки Республики Дагестан им. Р. Гамзатова (1997)